# Arbeiterwohnhaus (Darmstadt-Kranichstein, Parkstraße 19–21)
Das Arbeiterwohnhaus ist ein Bauwerk aus dem späten 19. Jahrhundert in Darmstadt-Kranichstein in Hessen.

## Geschichte und Beschreibung
Das freistehende, traufständige Doppelhaus wurde im Jahre 1880 erbaut. Das dreigeschossige, zweifarbige Klinkergebäude besitzt ein abgewalmtes Satteldach und Dreiecksgauben. Zu dem Arbeiterwohnhaus gehören zweigeschossige Selbstversorger-Ställe mit Pultdach auf dem rückwärtigen Grundstücksteil.

## Denkmalschutz
Das sozialgeschichtlich interessante Gebäude-Ensemble ist beispielhaft für die Architektur des schlichten Geschoss-Arbeiterwohnungsbaus am Ende des 19. Jahrhunderts. Aus architektonischen und stadtgeschichtlichen Gründen ist das Bauwerk ein Kulturdenkmal.